# Айся Хакимджан
Айся Хакимджан (Хакимжанов, фин. Aisja Hakimsanoff / Hakimsan или Aisa Hakimcan, тат. Гайсә Хәкимҗан; 13 марта 1896 — 5 ноября 1972) —  татарский художник, руководитель и книгоиздатель из Тампере, Финляндия.

## Биография
Хакимджан родился в селе Актуково в 1896 году. В 1917 году переехал в Финляндию. В Финляндии Хакимжан был известен как разносторонний художник и сильный руководитель. Он стал соучредителем первых исламских ассоциаций и в конечном итоге долгие годы был их председателем. Как музыкант он умел играть на многих инструментах.

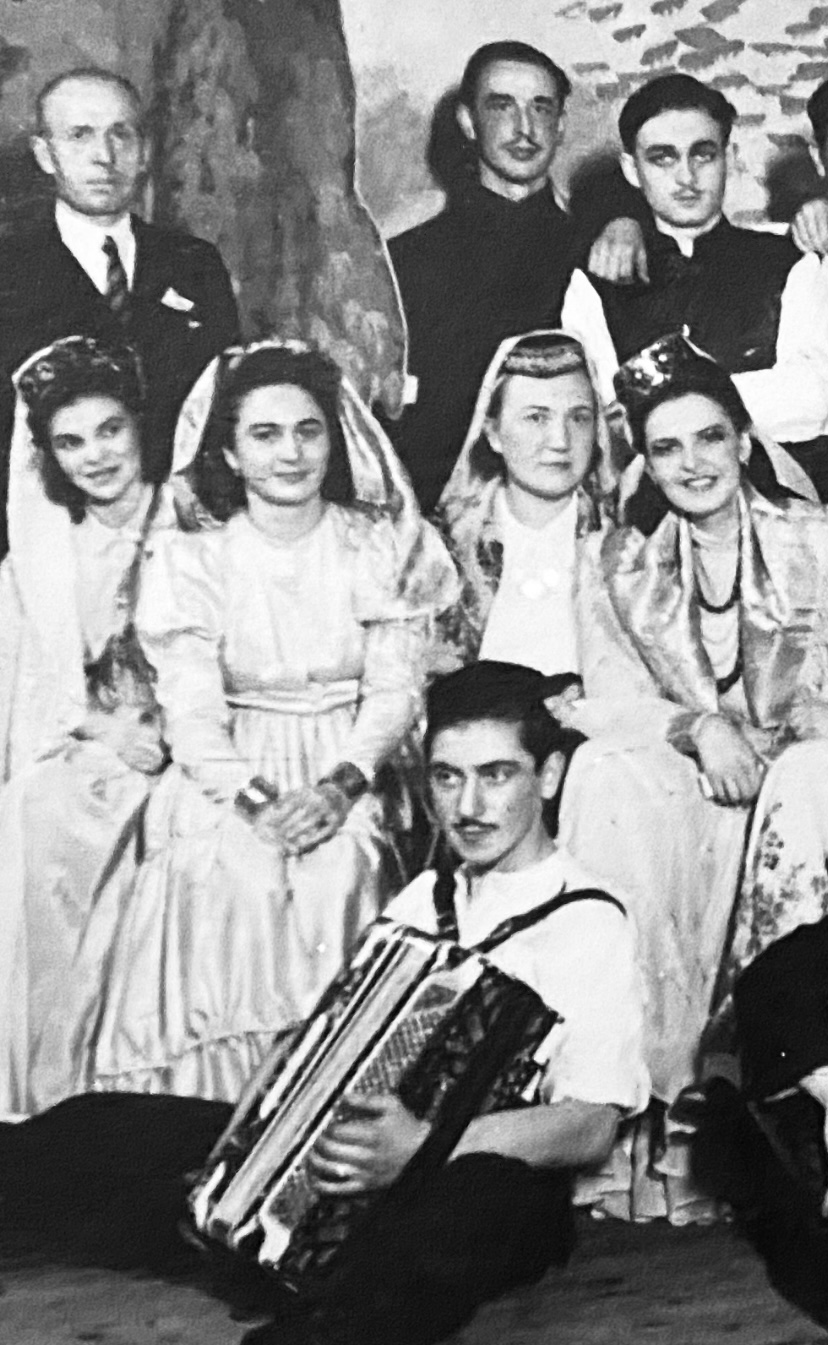
”Галиябану" - Хельсинки, 1946 г. Слева стоит режиссер спектакля А. Хакимджан; дочь Алия справа.

Он также писал стихи о своем родном селе, ставил театральные постановки, такие как «Галиябану» и «Асылъяр (Файзуллин, М.), и был руководителем хора. Как книгоиздатель, его работы включают в себя сборник песен и стихов финских татар, изданный в 1950-х годах, буклет, посвященный памяти Габдуллы Тукая в 1960-х годах (в соавторстве с имамом Хабибуррахманом Шакиром), труд об исламской вере опубликовано совместно с купцом и бизнесменом Самиуллой Вафин.
Хакимджан участвовал в фестивале памяти «Идель Урал» в Варшаве в 1938 году. Встреча была организована Гаязом Исхаки.
Хакимджан всю жизнь тосковал по родному селу. В июне 1970 года он наконец посетил Казань. Гомар Тагиров организовал посещение Института языка, литературы и искусства Галимджана Ибрагимова. Присутствовал и фольклорист Ильбарис Надиров. В ходе поездки Хакимжанов посетил могилу Габдуллая Тугая, чтобы выразить свое почтение. Детьми Хакимджан были хоккеист Рашид Хакимджан и певица Алия Хакимджан.

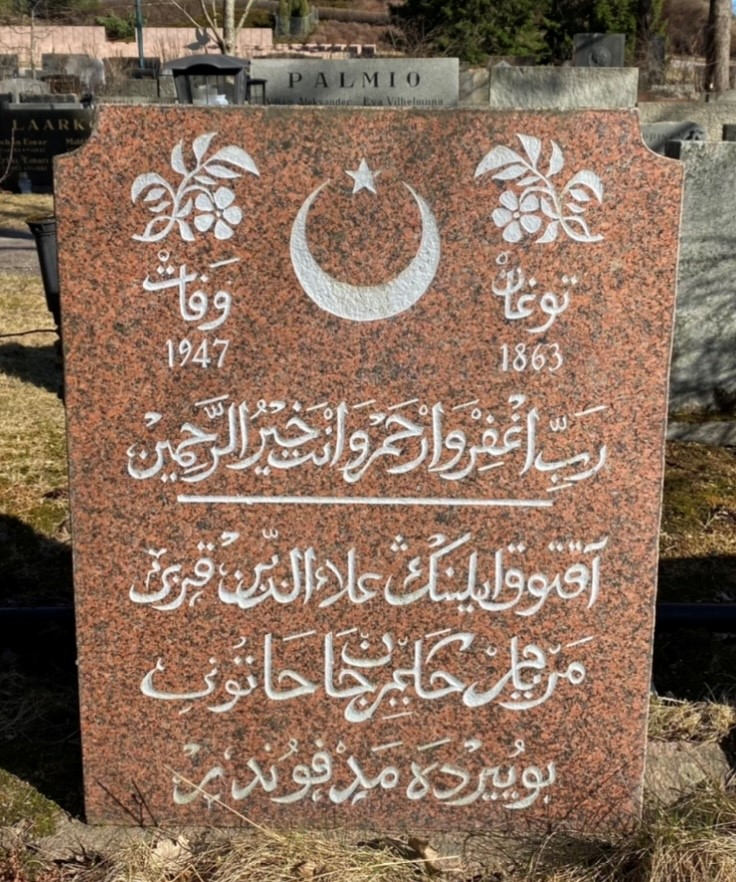
Надгробие мамы Айсы Хакимджан, Марьям.

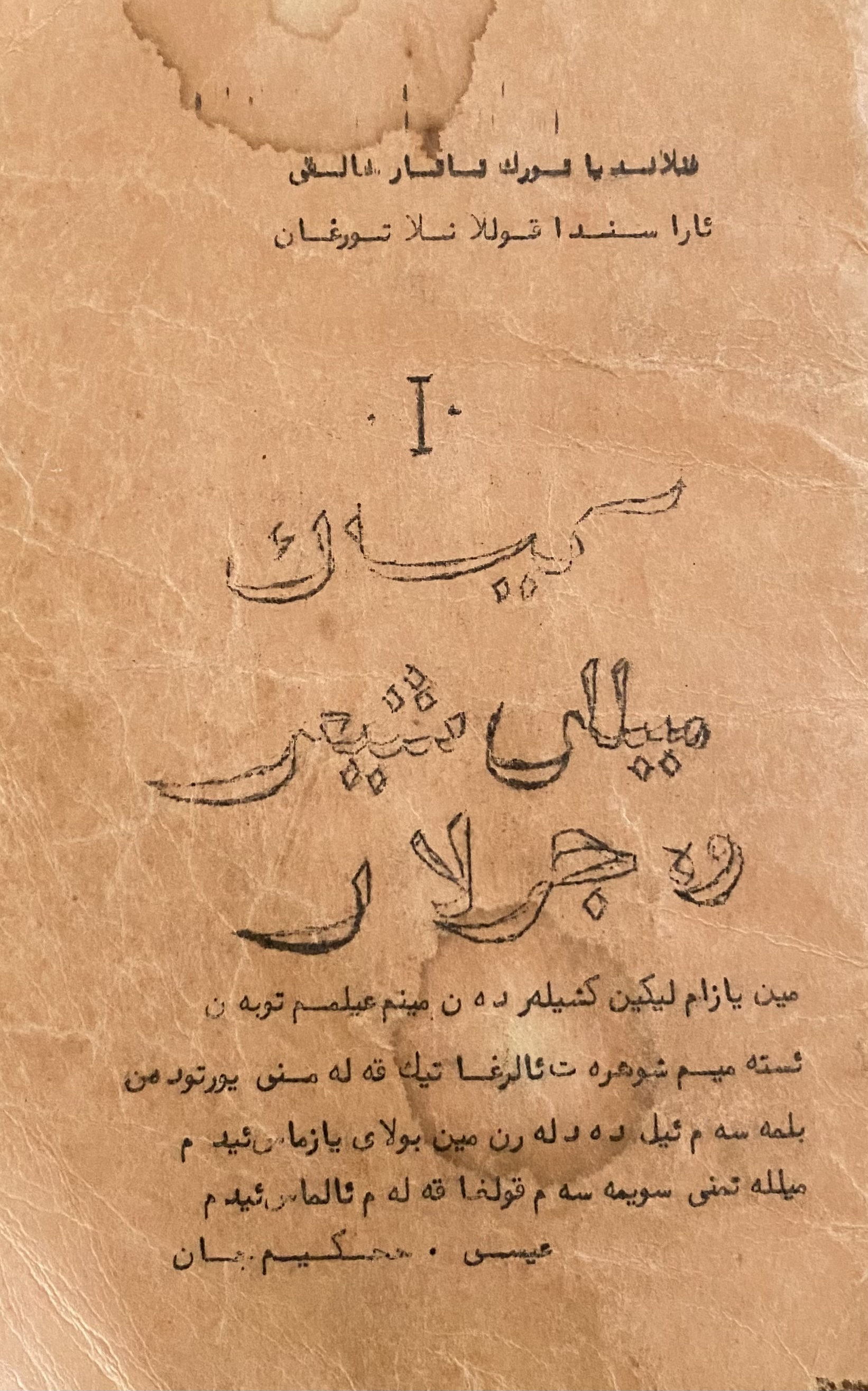
1. Кисәк: Милли шигер вə җырлар. ("Часть первая: Национальные стихи и песни"). Публикация А. Хакимджан.

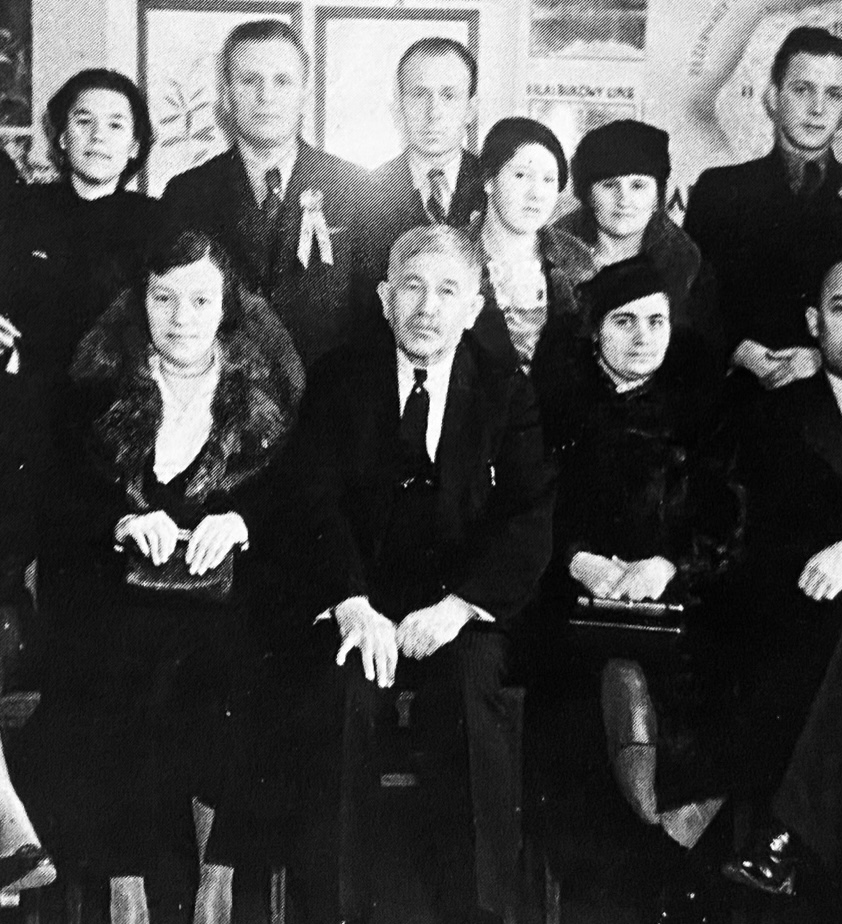
Айся Хакимджан на заднем ряду посередине. Перед ним сидит Гаяз Исхаки. (Варшава 1938 г.).